# Алгебрично число
Алгебрично число се нарича всяко комплексно число което е корен на ненулев полином с рационални (или еквивалентно цели) коефициенти. Числата, които не са алгебрични се наричат трансцендентни.

## Примери
- Всички рационални числа са алгебрични. Това е така, защото рационалното число {\displaystyle r} е корен на полинома с рационални коефициенти {\displaystyle x-r}.
- Числото {\displaystyle {\sqrt {2}}} е алгебрично, защото е корен на уравнението {\displaystyle x^{2}-2=0}.

## Свойства
Множеството на алгебричните числа е изброимо. Това означава, че не всички комплексни числа са алгебрични, тъй като множеството на комплексните числа е неизброимо. Примери за неалгебрични (трансцендентни) числа са числата e и π.
Алгебричните числа образуват поле, което е алгебрически затворено и се отбелязва с {\displaystyle {\bar {\mathbb {Q} }}.}